# Anaphorinia aurata
Anaphorinia aurata là một loài ruồi trong họ Tachinidae.